# لیورمور (کلرادو)
لیورمور (به انگلیسی: Livermore) یک منطقهٔ مسکونی در ایالات متحده آمریکا است که در Larimer County واقع شده‌است. لیورمور ۱٬۷۹۷ متر بالاتر از سطح دریا واقع شده‌است.